# Liste des chansons d'Enrico Macias
Pour un article plus général, voir Enrico Macias.
- Haut – A
- B
- C
- D
- E
- F
- G
- H
- I
- J
- K
- L
- M
- N
- O
- P
- Q
- R
- S
- T
- U
- V
- W
- X
- Y
- Z

## A
- À ceux qui m'ont béni 1981
- À la face de l'humanité 1972
- À Venise 1971
- Adieu mon pays 1962
- Aïe aïe aïe je t'aime 1989
- Aime-moi je t'aime 1986
- Aimez vous les uns les autres 1977
- L'Âme des Gitans 1977
- Ami, dis lui 1965
- L'Ami fidèle 1964
- L'Amour de la famille 1978
- Apprendre à vivre ensemble 1995
- Après moi 1989
- Asturias 1970
- Au cœur de la Camargue 1963
- Au nom des droits de l'homme 1993
- Au temps du Balajo 1970
- Aux quatre coins du monde 1968
- Aux talons de ses souliers 1968
- Avec les moyens du bord 1983

## B
- La Ballade des innocents 1987
- Beyrouth 1963
- Brésil 1995

## C
- C'est ça l'amour 1973
- C'est du soleil 1971
- C'est une femme 1981
- C'est vrai 1980
- C'était le bon temps 1973
- Chanson pour l'Auvergnat 1974/1997
- Chanter 1966
- Chiquita 1962
- Coeur d'enfant 1985
- Come on bye bye 1991
- Compagnon disparu 1963
- Constantina 1984
- Constantine 1962
- La Courte Échelle 1981

## D
- Dans la nuit mexicaine 1963
- De musique en musique 1969
- Dès que je me réveille 1968
- La Dernière Prière 1996
- Deux ailes et trois plumes 1983
- Deux femmes à Dublin 1976
- Dieu de l'espérance 1993
- Dis-moi ce qui ne va pas 1968
- Dis-moi l'avenir 1973
- Dix ans déjà 1970

## E
- Elle reviendra bientôt 1975
- L'Enfant de mon enfant (Mon petit Symon) 1993
- Enfants de tous pays 1963
- Entre l'Orient et l'Occident 1976
- Est-il un ennemi ? 1965

## F
- La Femme de mon ami 1963
- La Fête orientale 1971
- Les Filles de mon pays 1964
- La Folle Espérance 1977
- La France de mon enfance 1980
- Le Fusil rouillé 1984

## G
- Générosité 1984
- Les Gens du Nord 1967
- Le Grain de blé 1966

## I
- Il reste aujourd'hui, 1964
- L'Île du Rhône 1963
- Il est comme le soleil 1977
- L'Instituteur 1981

## J
- J'ai douze ans 1989
- J'ai peur 1966
- J'ai perdu 25 Kilos 1970
- J'appelle le soleil 1965
- Jalousie maladie 1975
- Jamais deux sans trois 1966
- J'en ai plein mon cœur, des souvenirs 1966
- Je crois en Dieu 1971
- Je le vois sur ton visage 1967
- Je n'ai pas vu mes enfants grandir 1985
- Je suis resté fidèle (Le voyage) ?
- Je t'aimerai pour deux 1966
- Je vous apporte la nouvelle 1975
- Jérusalem, j'ai froid 1989
- Juif espagnol 1980
- Jusqu'au bout de la course 1981

## K
- Koum Tara 1976 + avec Cheb Mami (reprise) 1999

## L
- L'amour c'est pour rien 1964
- L'amour n'est jamais fini 1979
- La Lavande 1967
- Le grand pardon 1971
- Luther King 1984

## M
- Ma maison, ma maison 1962
- Ma patrie 1964
- Ma raison de vivre 1964
- Malheur à celui qui blesse un enfant (Enrico Macias et Jacques Demarny) 1975
- La Marelle 1977
- Les Masques de la comédie 1966
- Maya 1964
- Mélisa 1975
- Le Mendiant de l'amour 1980
- La Mère et l'Enfant 1989
- Les Millionnaires du dimanche 1967
- Mon ami, mon frère 1963
- Mon chanteur préféré 1986
- Mon cœur d'attache 1965

## N
- N'oublie jamais d'où tu viens 1967
- Ne doute plus de moi 1964
- Noël à Jérusalem 1967
- Non, je n'ai pas oublié 1966
- Notre place au soleil 1965

## O
- Oh ! guitare, guitare 1962
- Oranges amères 2003
- L'Oriental 1962
- On s'embrasse et on oublie 1974
- Où est donc la vérité 1966
- Oumparere 1975
- Ouvre-moi la porte 1980
- Ouvre ta main et donne 1963

## P
- Par ton premier baiser 1962
- Pardonne et n'oublie pas 1984
- Paris s'allume 1969
- Paris, tu m'as pris dans tes bras 1964
- La Part du pauvre 1966
- Les Pins du bord de l'eau 1964
- Le Plus Grand Bonheur du monde 1967
- Poï, poï, poï 1972
- El Porompompero 1964
- Pour toutes ces raisons je t'aime (en hommage à son épouse Suzy) 1980
- Pour ton mariage (chantée avec sa fille) 1992
- Pour tout l’or du monde 1966
- Pour un voilier 1966
- Puisque l'amour commande 1967
- Puisque nous nous aimons 1963

## Q
- Quand les femmes dansent 2003
- Quand les hommes vivront d'amour, à l'Olympia en 1989 avec les Petits Chanteurs d'Asnières

## R
- Reste-moi fidèle 1969

## S
- Sans voir le jour 1965
- S'il fallait tout donner 1964
- Si c'était à refaire 1977
- Sois fidèle à ton amour 1974 avec Ilanit
- Solenzara 1966
- Sous le ciel de Paris 2005
- Souviens-toi des noëls de là-bas 1963
- Souviens-toi, je t'aime aujourd'hui 1975
- Suzy 1993

## T
- Toi, la mer immense 1967
- Tous les hommes se ressemblent 1970
- Tous les soleils de l'amitié 1981
- Tout seul 1966
- Tu n'es pas seul au monde 2011

## U
- Un amour, une amie 1990 avec Ginni Gallan
- Un air de fête 1963
- Un berger vient de tomber 1981
- Un rayon de soleil 1967
- Un refrain 1967
- Un signe de la main 1975
- Un soir d'été 1963
- Une fille à marier 1982

## V
- Va-t'en 1962
- Vagabonds sans rivage 1963
- Le Vent du sud 1989
- Vers qui, vers quoi ? 1989
- Le Vertige 1974
- La Vie populaire 2005
- Vieille terre 1965
- Le Violon de mon père 1977
- Vous, les femmes 1965
- Le Voyage 2003

## Y
- Les Yeux de l'amour 1967

## Z
- Zingarella 1989